# Ponce Island
Ponce Island ist eine Insel vor der Nordküste der Trinity-Halbinsel an der Spitze der Antarktischen Halbinsel. In der Gruppe der Duroch-Inseln liegt sie 160 m östlich von Ortiz Island, 500 m südöstlich von Largo Island und 1,5 km nordöstlich der chilenischen Bernardo-O’Higgins-Station.
Der kanadische Geologe Martin Halpern (* 1937) von der University of Wisconsin nahm im Zuge von Vermessungsarbeiten des Gebiets um die Insel zwischen 1961 und 1962 die Benennung vor. Namensgeber ist Lautaro Ponce, Leiter der chilenischen Forschungsaktivitäten in Antarktika von der Universidad de Chile, der die Wissenschaftler von der University of Wisconsin vor Ort logistisch unterstützt hatte.